# Wiscasset
Wiscasset è una cittadina statunitense dello stato del Maine; è il capoluogo della Contea di Lincoln.
Situata sulle rive del fiume Sheepscot, fu inizialmente un insediamento coloniale del 1663. Abbandonata durante le guerre Franco-Indiane e la guerra di Re Filippo nel 1675, fu nuovamente abitata verso il 1730. Nel 1760 venne costituita come Pownalborough dal governo coloniale di Thomas Pownall. Nel 1802 riprese il suo nome originale in lingua abenachi, Wiscasset, che significa: "uscendo dal porto senza vedere dove".

## Immagini di Wiscasset

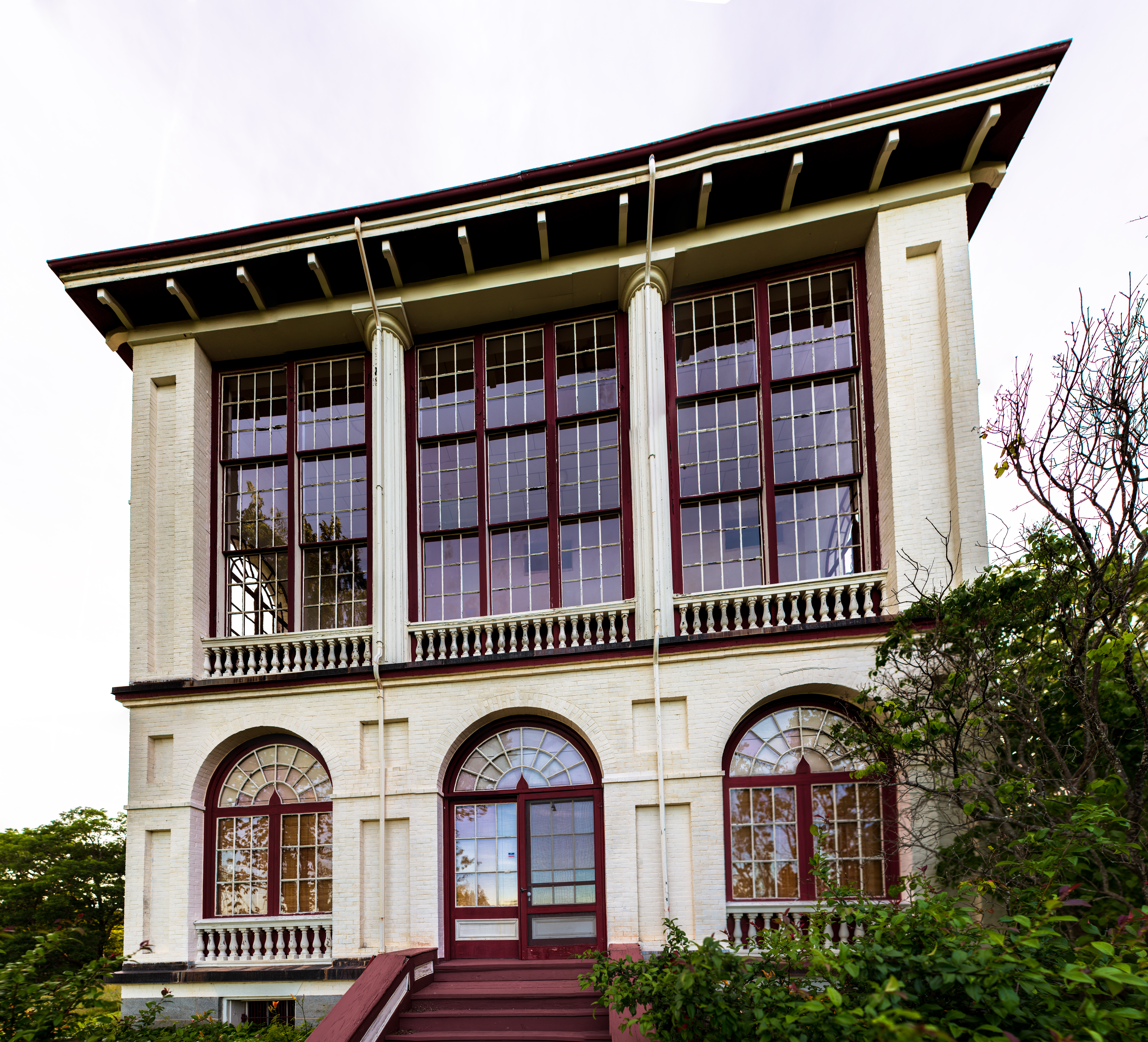
Il Castello Tucker, costruito nel 1807
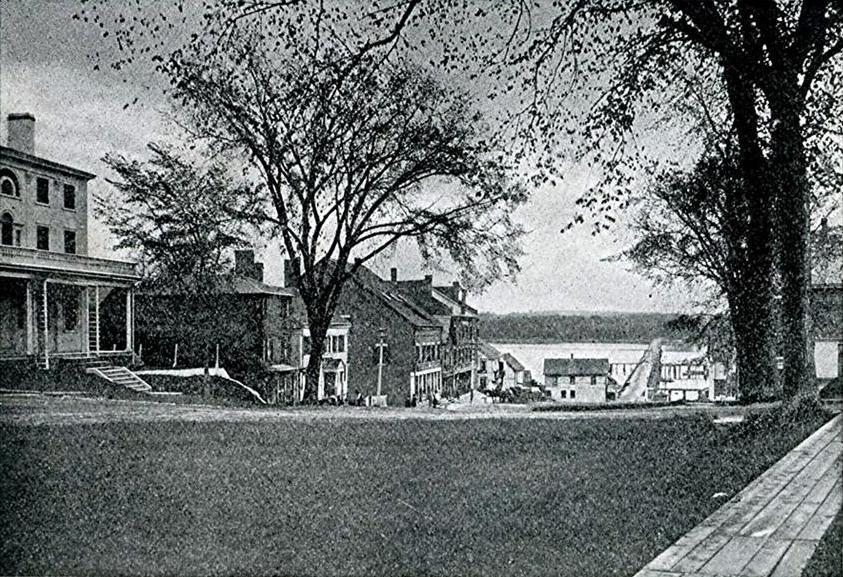
Main Street, la via principale della città, nel 1900
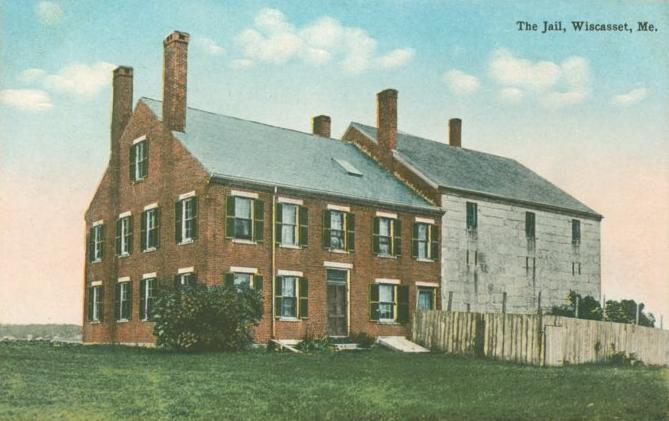
La prigione di Wiscasset e Museo c. 1912
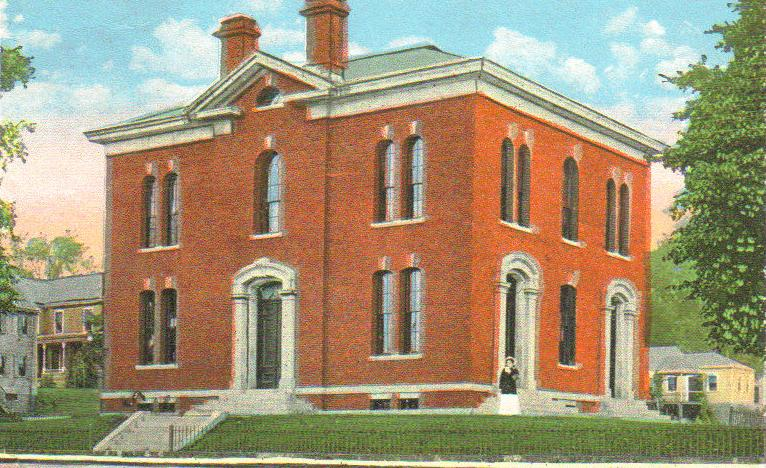
Vecchia sede doganale ed Ufficio postale, costruita nel 1870
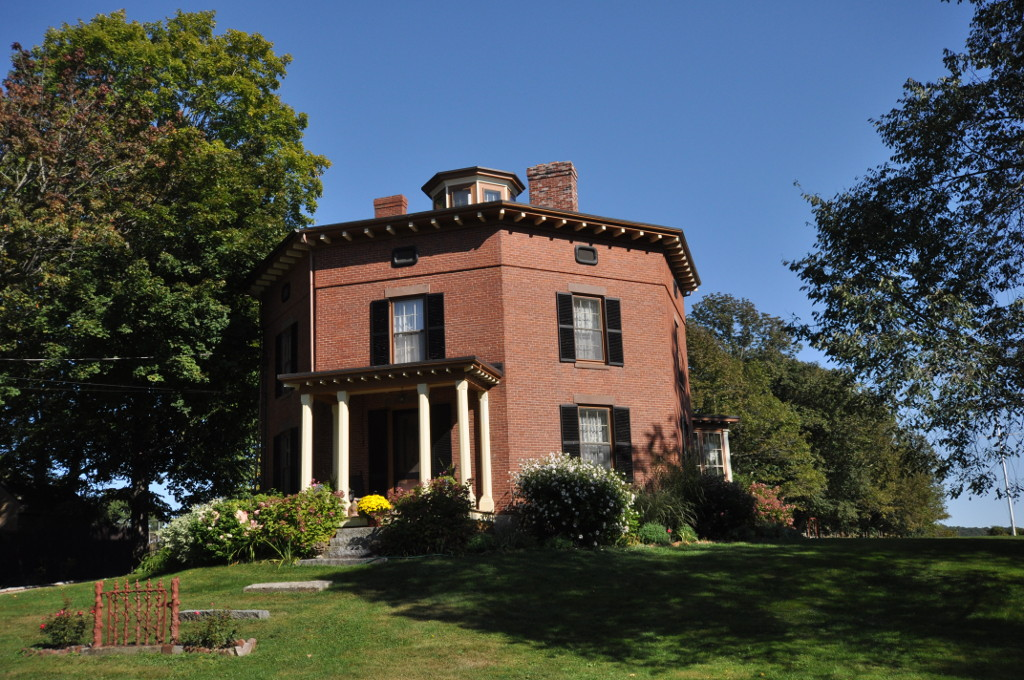
Casa del Capitano George Scott